# Bobby Keys
Bobby Keys est un saxophoniste américain, né le 18 décembre 1943 à Slaton (Texas), et mort le 2 décembre 2014 à Franklin (Tennessee). L'essentiel de sa carrière est centrée autour des Rolling Stones, avec lesquels il joue à partir de 1969, en tournée et sur leurs albums (jouant notamment le célèbre solo de saxophone ténor du titre Brown Sugar) jusqu'en 1973 où il est écarté du groupe en raison de ses excès. Il retourne à leurs côtés en 1982 et participe à tous leurs concerts jusqu'à la tournée 14 On Fire, l'année de son décès. Né le même jour que Keith Richards, ce dernier le considère comme « son plus grand ami ».
Actif depuis les années 1950, Bobby Keys apparaît également sur de nombreux albums de divers artistes comme The Who, George Harrison, Eric Clapton ou encore Joe Cocker.

## Biographie

### Jeunesse
Bobby Keys naît à Slaton, dans le comté de Lubbock au Texas. Il est élevé par ses grands-parents. Ne sachant pas lire la musique, il apprend seul à jouer du saxophone,. À l'âge de quatorze ans, il fait la connaissance de Buddy Holly, lui aussi originaire de Lubbock, et du saxophoniste King Curtis. Durant son adolescence, il accompagne le chanteur Bobby Vee durant la tournée Caravan of Stars organisée par l'animateur de télévision Dick Clark.

### Avec les Rolling Stones
En 1964, Keys découvre les Rolling Stones lors d'un concert donné par le groupe britannique à San Antonio. Avec le trompettiste Jim Price, il fait partie des musiciens recrutés pour leur tournée de 1969. À partir de la fin des années 1960, le saxophoniste participe à l'enregistrement de plusieurs albums des Stones, dont Let It Bleed en 1969, Sticky Fingers en 1971 et Exile on Main Street en 1972. Le célèbre chorus de saxophone sur le titre Brown Sugar est considéré comme sa contribution la plus marquante. Bobby Keys accompagne également le groupe sur scène. Né le même jour que Keith Richards, il devient l'un de ses amis proches, mais ses excès provoquent son renvoi en 1973. Au cours des années 1980, il repart en tournée avec les Stones et se produit régulièrement avec eux jusqu'à ce que sa santé l'en empêche,.

### Autres collaborations
Au cours de sa carrière, Keys joue pour de nombreux artistes, dont The Who, B. B. King, John Lennon, Eric Clapton, Johnny Hallyday (albums Flagrant délit (1971), Insolitudes (1973), ou encore Barbra Streisand,. Il participe notamment à l'enregistrement des albums Mad Dogs and Englishmen de Joe Cocker, All Things Must Pass de George Harrison, ou encore Cosmic Wheels de Donovan,.
En 1979, il monte sur scène avec le groupe The New Barbarians fondé par Ron Wood. Entre 1982 et 1989, les Rolling Stones interrompent leurs tournées. Dans l'intervalle, Keys joue au sein du groupe de Joe Ely. Il fonde Bobby Keys and the Suffering Bastards avec Dan Baird des Georgia Satellites, Robert Kearns, un ancien de Lynyrd Skynyrd, et Steve Gorman des Black Crowes,.

### Disques solo
En 1972, Warner Bros. édite l'album Bobby Keys, enregistré par le saxophoniste et ses invités. Le disque réunit deux ex-Beatles, George Harrison et Ringo Starr, et des amis du musicien, dont Jack Bruce, le trompettiste Jim Price et le pianiste Nicky Hopkins. Il est suivi par un 45-tours, Gimme the Key, sorti en 1975,.

### Autres activités
Durant les années 1980, Ron Wood ouvre la boîte de nuit Woody’s on the Beach à Miami Beach et engage Bobby Keys en tant que directeur musical,. En 2012, Keys publie son autobiographie, Every Night's a Saturday Night, écrite en collaboration avec le journaliste Bill Ditenhafer.

## Style musical et influences
Keys découvre le Rock 'n' roll grâce à Buddy Holly. Il est influencé par des saxophonistes comme Arnett Cobb et King Curtis. Dans les années 1970, son saxophone fait partie intégrante du « son » des Rolling Stones.

## Discographie sélective

### En solo

#### Album
- 1972 : Bobby Keys (Warner)

#### 45-tours
- 1975 : Gimme the Key

### En tant qu'accompagnateur
- The Rolling Stones : Let It Bleed (1969), Sticky Fingers (1971), Exile on Main St. (1972), Goats Head Soup (1973), Emotional Rescue 1980), Stripped (1995), Shine a Light (en)(2008), Live Licks (2004), Hyde Park live (2013)
- Joe Cocker : Mad Dogs & Englishmen (1970)
- George Harrison : All Things Must Pass (1970)
- Humble Pie : Rock On (1971)
- John Lennon : Some Time in New York City (1972), Walls and Bridges (1974), Rock 'n' Roll (1975)
- Keith Richards : Talk Is Cheap, Live at the Hollywood Palladium, Crosseyed Heart
- Ringo Starr : Ringo, Goodnight Vienna
- Ronnie Wood : 1234, Gimme Some Neck, Mahoney's Last Stand
- B. B. King : B.B. King in London
- Barbra Streisand : Barbra Joan Streisand
- Carly Simon : No Secrets, Hotcakes
- Chuck Berry : Hail! Hail! Rock 'n' Roll
- Delaney, Bonnie & Friends : On Tour with Eric Clapton, Accept No Substitutes
- Donovan : Cosmic Wheels
- Dr. John : The Sun, Moon & Herbs
- Eric Clapton : Eric Clapton
- Faces : Long Player
- Harry Nilsson : Nilsson Schmilsson, Son of Schmilsson, Pussy Cats, Duit on Mon Dei
- Warren Zevon : Warren Zevon
- Joe Ely : Lord of the Highway
- John Hiatt : Beneath This Gruff Exterior
- Kate et Anna McGarrigle : Kate and Anna McGarrigle
- Keith Moon : Two Sides of the Moon
- Leo Sayer : Endless Flight
- Lynyrd Skynyrd : Second Helping
- John Lennon et Paul McCartney : A Toot and a Snore in '74
- John Lennon : Whatever Gets You thru the Night
- Marvin Gaye : Let's Get It On (édition deluxe)
- Sheryl Crow : The Globe Sessions
- Yoko Ono : Fly
- Jim Carroll : Catholic Boy
- Graham Nash : Songs for Beginners